# Madlax
Madlax (マドラックス, Madorakkusu) és una sèrie d'animació japonesa per a televisió produïda en el 2004 per l'estudi d'animació Bee Train. Kōichi Mashimo va dirigir Madlax i la banda sonora fou composta per Yuki Kajiura.
Segons el director, el títol és un acrònim de dues paraules angleses: MAD (boig) i reLAXed (relaxat), com a contraposició de dos extrems de la vida humana.

## Argument
La trama gira entorn de dues joves dones que no tenen res en comú i que a més a més no es coneixen. L'heroïna de la història és "Madlax", una aventurera i mercenària en la guerra civil del país imaginari de Gazth-Sonika. L'altra protagonista és Margaret Burton, única hereva d'una família milionària en el pacífic país europeu de Nafrece. Abans que començara la història, fa dotze anys, la seua mare i ella, van ser víctimes d'un terrible incident ocorregut a Gazth-Sonika, en el qual moltes persones van perdre la vida, incloent els passatgers d'un avió que va estavellar-se, entre aquests passatgers estava el pare de Margaret. Margaret va perdre la memòria i l'única cosa que recorda és la paraula "Madlax". Les dues dones es trobaran a l'investigar per separat els fets misteriosos de les seues vides, en obert conflicte amb el poderós i hermètic grup criminal "Enfant" i les seues estranyes maquinacions.

### Personatges
Margaret Burton (マーガレット・バートン, Māgaretto Bāton) és un dels personatges principals de Madlax. Viu en una aristocràtica mansió en un acomodat país d'Europa (Nafrece) i ocasionalment recorda dramàtiques escenes viscudes en un país en guerra (Gazth Sonika). S'ocupa de la fidel i de vegades sobreprotectora criada Elenore Baker (エリノア・ベイカー, Erinoa Beikā). A poc a poc es descobrix que Margaret és una xiqueta prodigi amb ambigus poders sobrenaturals.
Junt a Margaret apareix Vanessa Rene (ヴァネッサ・レネ, Vanessa Rene),una decidida executiva de trenta anys, que abans era la tutora legal de Margaret.
Vanessa entrarà després en relació amb el personatge central de la sèrie, Madlax (マドラックス, Madorakkusu), una dona bella i amable, espia i assassina a sou en la guerra en Gazth-Sonika. Quan Vanessa viatja a Gazth-Sonika, contracta a Madlax com la seua guardaespatles. Igual que Margaret, Madlax tampoc recorda el que va passar fa dotze anys, excepte la paraula que utilitza com el seu nom en clau i un confús record del seu pare, a qui li agradaria conèixer algun dia. Com Margaret, Madlax té habilitats sobrenaturals. Madlax i Vanessa s'involucren en una perillosa investigació sobre les causes de la guerra civil en el llunyà país de Gazth-Sonika. Les seues activitats criden l'atenció d'una poderosa xarxa d'intel·ligència criminal dita "Enfant" (Infant en francès).